# Сонозеро (озеро, Лоухский район)
Сонозеро — пресноводное озеро на территории Амбарнского и Плотинского сельских поселений Лоухского района Республики Карелии.

## Общие сведения
Площадь озера — 6,8 км², площадь водосборного бассейна — 80,3 км². Располагается на высоте 68,8 метров над уровнем моря.
Форма озера лопастная, продолговатая: оно почти на семь километров вытянуто с запада на восток. Берега изрезанные, каменисто-песчаные, преимущественно возвышенные, местами заболоченные.
Через озеро течёт Сонрека, вытекающая из Юлозера и впадающая в Белое море.
В озере более десяти безымянных островов различной площади, однако их количество может варьироваться в зависимости от уровня воды.
Вдоль северного берега озера проходит лесовозная дорога.
Населённые пункты вблизи водоёма отсутствуют.
Код объекта в государственном водном реестре — 02020000711102000002736.